# Balionycteris maculata
Balionycteris maculata је врста слепог миша из породице великих љиљака (Pteropodidae).

## Распрострањење
Ареал врсте је ограничен на мањи број држава. Врста има станиште у Тајланду, Индонезији, Брунеју и Малезији.

## Станиште
Станиште врсте су шуме. Врста је по висини распрострањена од нивоа мора до 1.500 метара надморске висине. Врста је присутна на подручју острва Борнео у Индонезији.

## Начин живота
Врста Balionycteris maculata прави гнезда.

## Угроженост
Ова врста је наведена као последња брига, јер има широко распрострањење и честа је врста.